# Personnages de La Ferme des animaux
Cet article présente les personnages de La Ferme des animaux, roman court de 1945 de George Orwell. Dans le livre, les animaux d'une ferme britannique chassent les humains et en prennent le contrôle. Les personnages principaux sont donc essentiellement des animaux de ferme (équidés, cochons, chiens, ...) incarnant tous des archétypes des différents éléments du régime stalinien.

## Sage l'Ancien
Sage l'Ancien (Old Major dans la version originale en anglais) est le premier personnage principal décrit par George Orwell dans La Ferme des animaux. 

### Description
Sage l'Ancien est un cochon « pure-race », orateur et philosophe du changement. Il propose, dans le premier chapitre du roman, une solution au sort désespéré des animaux de Manor Farm alors sous la domination du fermier Jones et inspire des pensées de rébellion. « L'heure réelle de la révolte n'est pas dite; ce pourrait être demain ou dans plusieurs générations » annonce-t-il. 
Il meurt quatre jours après avoir prononcé son discours. Les animaux, excités par ce discours, se mettent alors à l'œuvre pour provoquer la rébellion.
Il pourrait représenter une allégorie de Karl Marx.

### Discours

#### Annonciateur de la révolution
Le discours de Sage l'Ancien commence par la narration d'un rêve étrange qu'il a eu, celui dans lequel les animaux régnaient en harmonie sur l'Angleterre. Il présente aux animaux un chant révolutionnaire qui deviendra l'hymne de Manor Farm après la révolution : « Animaux d'Angleterre ».

#### Description des humains
Le discours de Sage l'Ancien annonce aux animaux que les humains sont la cause de tous leurs maux. « N'est-il pas clair, camarades, que tous les maux de notre vie naissent de la tyrannie des êtres humains? [...] que tout le produit de notre travail, ou presque, est volé par les humains ? [...] L'homme ne sert les intérêts d'aucune créature à part lui-même. ». Les animaux sont également mis en garde « souvenez-vous également qu'en combattant l'Homme, nous ne devons pas en venir à lui ressembler ». Cette dernière prédiction s'avèrera également réalisée à la fin du roman.

## Napoléon
Napoléon (César dans les premières traductions françaises, Napoleon en anglais) est le prénom du cochon dirigeant « la Ferme des animaux ». Allégorie de Staline, il s'appuie sur la légende de Sage l'Ancien pour asseoir progressivement son pouvoir. Il élève en secret les neuf chiots de la ferme et en fait des molosses à son service qui terrorisent les autres animaux. Il termine avec un pouvoir à égalité avec les humains.

### Caractéristiques

Version du drapeau de l'Animalisme, comme l'a indiqué George Orwell.
Selon le livre, le vert représente les champs de l'Angleterre, tandis que le sabot et la corne représentent la République des Animaux

Napoléon est un gros verrat, à l'air féroce, de race Berkshire. Il porte le nom d'un empereur, mais pas ses traits de caractère. Son nom peut lui avoir été donné par rapport à la confiscation de la révolution Française. Cependant, il a majoritairement été imaginé à l'image de Staline. Comme Staline (cf le stalinisme), il développe sa propre philosophie, l'Animalisme et le culte de la personnalité. Il est décrit comme rusé et féroce, tyrannique et hypocrite, c'est le méchant principal du roman, confiscateur du pouvoir.

### Interdiction d'appeler son cochon Napoléon
En 1947, l'éditeur français O. Pathé refuse de l'appeler Napoléon et le renomme César. Gallimard réitère pour la seconde édition, et le cochon César ne retrouve son prénom original Napoléon qu'en 1981. De cette autocensure est restée une légende qu'il existe une loi française interdisant d'appeler un porc Napoléon. Cette loi n'existe cependant pas,.

## Les autres cochons

### Boule-de-Neige
En anglais Snowball, Boule-de-Suif dans le film de 1954, il est le principal opposant à Napoléon mais se fait chasser par les molosses. À partir de là, son nom deviendra un bouc émissaire, étant accusé d'être à l'origine des divers complications à la ferme. On lui attribuera par exemple la chute du moulin, alors qu'elle est due à une tempête. Il peut être assimilé à Trotski.

### Brille-Babil
Beau-Parleur dans la traduction de Philippe Jaworski, Squealer en anglais et Le Mouchard dans le film de 1954. Napoléon en fait son ministre de la propagande. Il peut correspondre à Jdanov et à Joseph Goebbels.

## Malabar le cheval
Malabar, Hercule dans le film de 1954, est un animal travailleur, suffisamment fort pour potentiellement reprendre le pouvoir aux cochons (ce qui leur fait peur), mais Malabar est obéissant et crédule. Cheval de trait, il se charge d'une bonne partie du travail de la ferme. Il finit par se blesser à la tâche. Napoléon le vend alors à l’équarrisseur pour acheter du whisky.
Son rôle est comparable à celui d'un Moujik russe et rappelle par moments la personne de Stakhanov.

## Benjamin le vieil âne
Benjamin est l’un des seuls animaux à savoir lire. Il est lucide sur la situation et la mainmise des cochons, mais aussi suffisamment intelligent pour ne pas diffuser cette connaissance aux autres animaux et leur donner de faux-espoirs. 
Certains interprètent Benjamin comme représentant la population âgée de Russie car il est vieux et cynique. D'autres estiment qu'il représente l'intelligentsia menchevik car il est tout aussi intelligent, sinon plus que les porcs du roman, mais est marginalisé. Pour certaines critiques, il représente Orwell lui-même.